# Mockingbird Lane
Mockingbird Lane es un especial de televisión de 2012 desarrollado como una recreación de la comedia de la CBS de 1960 The Munsters. Fue desarrollado para la NBC por Bryan Fuller. El episodio piloto se emitió el 26 de octubre de 2012 como un especial de Halloween, con la opción de una orden de serie. El especial fue visto por 5,47 millones de televidentes estadounidenses y obtuvo una calificación de 1.5 / 5 para adultos entre 18 y 49 años.
El 27 de diciembre de 2012, la NBC anunció que no tomaría Mockingbird Lane a la serie.

## Trama
Es un reboot de The Munsters, fue escrito y producido por Fuller como un drama de una hora con "visuales espectaculares". El especial se refiere a la vida cotidiana de una familia de monstruos benignos, con la pareja casada Herman Munster (un monstruo / zombi de Frankenstein) y Lily Munster (un vampiro). El padre de Lily, el abuelo también es un vampiro que vive con la familia y es salvaje. Herman y Lily tienen un hijo, Eddie, quien descubre en el curso del especial que él es un hombre lobo, y su sobrina, Marilyn, también vive con ellos. Exploró los orígenes de la familia Munster y fue más oscuro y agudo, conservando mucho humor.